# Amphibolis griffithii
Amphibolis griffithii är en enhjärtbladig växtart som först beskrevs av John McConnell Black, och fick sitt nu gällande namn av Cornelis den Hartog. Amphibolis griffithii ingår i släktet Amphibolis och familjen Cymodoceaceae. IUCN kategoriserar arten globalt som livskraftig. Inga underarter finns listade.